# أرمغان كوش
أرمغان كوش (بالتركية: Armağan Kuş)‏ هو لاعب كرة قدم تركي في مركز الوسط، ولد في 1992 في سامسون في تركيا. لعب مع سامسون سبور وكايسري سبور.

## وصلات خارجية
- أرمغان كوش على موقع اتحاد تركيا (لاعب) (الإنجليزية)
- أرمغان كوش على موقع Soccerway.com (الإنجليزية)